# Datsun Cabstar
Der Datsun Cabstar ("Stern Cab", auch als Nissan Cabstar vermarktet) war ein Kleintransporter und Klein-Lkw, den Datsun zwischen 1968 und 1982 produzierte. Hierbei handelte es sich in der ersten Generation um ein von Datsun selbst entwickeltes Modell, während die zweite Generation ein Badge-Engineering Modell des Nissan Homer war.

## Erste Generation A 320 (1968–1976)
Im Oktober 1968 erschien der Cabstar als Nachfolger des Datsun Cablight auf dem Markt. Der Motor war als Mittelmotor unter den Vordersitzen eingebaut. Es war der D12-OHV-1189-cm³-Benzinmotor mit einer Leistung von 56 PS. Neben der Lkw-Version gab es auch Kastenwagen- und Kleinbus Versionen. 1969 folgte der kleinere Datsun Sunny Cab auf Basis des Cabstar.
Ab 1970 war der J13-1299-cm³-Benzinmotor mit 67 PS verfügbar, der auch im Datsun Bluebird 411 und Datsun Pickup 520 zum Einsatz kam. Zudem erhielt der Wagen einen neuen Kühlergrill mit horizontalen Chromstäben.
1971 kam noch der J15-1483-cm³-Benzinmotor mit 77 PS aus dem Pickup Datsun 620 hinzu. Mit einer kleinen Überarbeitung der Front ab 1973 wurde der Cabstar A320 noch bis 1975 produziert.

## Zweite Generation F 20 (1976–1982)
Die zweite Generation des Datsun Cabstar startete im Januar 1976, ein mittels Badge-Engineering umgewandelter Nissan Homer F20 auf der technischen Basis des Nissan Caball C340. Kastenwagen- und Kleinbusversionen gab es nicht mehr, sodass nur noch der Pritschenwagen erhältlich war. Als Motor kam nun der Nissan-H20-1982-cm³-Benzinmotor mit 74 kW/99 PS zum Einsatz, während es beim Homer, welcher auch teilweise weiterhin als Datsun Homer in einige Länder nach Europa exportiert wurde, auch den J15 Benzinmotor mit 57 kW/77 PS gab. Der SD22 Dieselmotor aus dem Homer mit 48 kW/65 PS war jedoch beim Cabstar gegen Aufpreis verfügbar.
1977 wurden kleinere Verbesserungen durchgeführt und eine Variante mit längerer Pritsche und höherem Aufbau gebaut. Diese Version wurde speziell für den Export geschaffen, der seitdem auch offiziell nach Europa stattfand, während der Cabstar I + II vorher nur von einzelnen Ländern wie den nordischen sowie dem Vereinigten Königreich von Großbritannien und Irland importiert wurde.
1979 wurde die Front modernisiert und die Motoren aufgrund der veränderten Abgasvorschriften verbessert worden. Dieses Modell erhielt den Code F21. Im Dezember 1981 wurde die Produktion in Japan eingestellt.
Ab 1982 war ein neues Modell, der Datsun Cabstar F22 erhältlich, das von Nissan Motor Ibérica in Barcelona (Spanien) für Europa gebaut wurde. Dieses Modell war eine Version des weltweit angebotenen Nissan Atlas.